# Hickory (Oklahoma)
Hickory es un pueblo ubicado en el condado de Murray en el estado estadounidense de Oklahoma. En el año 2010 tenía una población de 71 habitantes y una densidad poblacional de 50,71 personas por km².

## Geografía
Hickory se encuentra ubicado en las coordenadas 34°33′34″N 96°51′25″O / 34.55944, -96.85694 (34.559558, -96.856941).

## Demografía
Según la Oficina del Censo en 2000 los ingresos medios por hogar en la localidad eran de $21,000 y los ingresos medios por familia eran $20,893. Los hombres tenían unos ingresos medios de $23,125 frente a los $13,750 para las mujeres. La renta per cápita para la localidad era de $6,932. Alrededor del 46.0% de la población estaban por debajo del umbral de pobreza.